# Abubaker Kaki
Abubaker Kaki Khamis (21. června 1989 Elmuglad – 12. dubna 2025) byl súdánský atlet specializující se v běhu na 800 metrů.
V roce 2005 získal na mistrovství světa do 17 let v Marrákeši bronzovou medaili v závodě na 1500 metrů. Na halovém MS ve Valencii 2008 vybojoval zlatou medaili, když ve finále zaběhl půlku v čase 1:44,81. V témž roce se stal v Bydhošti juniorským mistrem světa. Na letních olympijských hrách v Pekingu skončil na distanci 800 metrů v semifinále, kde zaběhl nejhorší čas ze všech čtyřiadvaceti startujících. V roce 2009 na mítinku světových rekordmanů v Praze zvítězil v běhu na 1000 metrů. Na halovém MS 2010 v katarském Dauhá postoupil do finále, kde si doběhl pro zlatou medaili a obhájil titul z Valencie 2008. Zúčastnil se také Her XXX. olympiády v Londýně, kde ve finále půlky doběhl sedmý. 

## Smrt
Abubaker Kaki zemřel 12. dubna 2025, když jeho dům ve Fáširu v Dárfúru byl v probíhajícím konfliktu zasažen dělostřeleckou palbou Jednotek rychlé podpory. Při útoku bylo zraněno několik členů rodiny.